# Japan Post Holdings
Japan Post Holdings Co., Ltd. (日本郵政株式会社 Nippon Yū-sei Kabushiki-gaisha?), abreviado como 日本郵政, o simplemente JP es un holding de Japan Post Group. Se dedica principalmente al servicio postal, logística, banca y seguros

## Historia
- 23 de enero de 2006. Empieza como el "plan preparation company (準備企画会社)".
- 1 de octubre de 2007. Empieza con la división y privatización de Japan Post. La compañía holding es actualmente propiedad del Estado pero hay planes de posible privatización para el período 2009 a 2017. El gobierno retendrá un mínimo de un tercio de las acciones en la compañía, el cual poseerá el servicio de entrega postal.

## Compañías que opera
- Japan Post Service
- Japan Post Network
- Japan Post Bank
- Japan Post Insurance